# Justicia riojana
Justicia riojana är en akantusväxtart som beskrevs av Gustav Lindau. Justicia riojana ingår i släktet Justicia och familjen akantusväxter. Inga underarter finns listade i Catalogue of Life.